# Código de Comercio de Chile
El Código de Comercio de la República de Chile es el cuerpo legal, actualmente vigente, que regula la actividad comercial e industrial en aquel país. Su promulgación data del 23 de noviembre de 1865 y entró en vigencia el 1 de enero de 1867. Fue obra del jurista y abogado argentino José Gabriel Ocampo, siéndole encomendada la redacción del proyecto de código, por el gobierno del presidente Manuel Montt (1851-1861), el 24 de diciembre de 1852.
Ocampo dedicó 13 años a la redacción del proyecto de código de comercio, en los cuales realizó investigaciones sobre derecho comercial antiguo. Asimismo, hizo un estudio comparado de todas las leyes y códigos de comercio de la época; de esta misma forma comprendió las prácticas mercantiles chilenas, a través del contacto directo con los comerciantes que desarrollaban su actividad en las ciudades más importantes del país. Entregó su proyecto en 1861 a una comisión revisora especialmente designada para ese efecto, que dio por terminada sus labores en septiembre de 1864.
Entre las mayores innovaciones de este código están —según el profesor Ricardo Sandoval— la regulación del contrato de cuenta corriente mercantil y el contrato de seguro terrestre.

## Antecedentes
El Código de Comercio de Chile recoge como influencia decisiva el proceso de codificación del derecho comercial europeo. Dentro de este existe el Derecho Indiano que rigió formalmente hasta el proceso de independencia, ya que posterior a este proceso se ve disminuido, mas no obsoleto. La razón es que empiezan a dictarse leyes patrias; éstas a su vez no solamente reciben influencia del Derecho Indiano sino que también de legislaciones como la francesa, portuguesa, holandesa, entre otras. Códigos como el Code de commerce, el Código de Comercio español, el Código Comercial portugués, van a ser tomados en cuenta por el proceso de codificación comercial chileno.
En relación con la herencia legislativa española, nos encontramos con las Ordenanzas de Bilbao, que vienen a ser una especie de regulaciones de la actividad comercial chilena. Luego, éstas, van a influir en las denominadas leyes patrias, que vienen a ser una expresión legislativa de Chile en un periodo en que ya está más estabilizado políticamente.
Estos antecedentes, van a ser los que hagan evidente la conclusión de que el proceso de la codificación comercial chilena forma parte de un movimiento más abarcador y amplio, que se reconocía en la mayor parte del mundo occidental. De esta manera, el Código de Comercio si bien es una obra que presenta originalidad en muchos aspectos, su formación es producto de una vía comparativa, esto es, de un constante acercamiento y asemejamiento respecto otras codificaciones de la época.
En la mencionada época del siglo XIX existía una atmósfera y un ambiente en el que la producción de riqueza y el bienestar material constituían la constante a conseguir por parte de los gobiernos y los países. Luego del proceso de independencia, se empiezan a recibir influencias doctrinales, económicas, filosóficas, que impulsan e inspiran a los negociantes y comerciantes chilenos para construir un estado de orden en el que pueda ser posible la actividad comercial. Esta última aseveración coincide con la expresada por Diego Portales en su epistolario, donde señala que si algo lo motivó para intervenir en política, fue la falta de orden necesario para dedicarse a los negocios.
Además de ello, importancia tiene como antecedentes que permiten explicar el interés para la codificación comercial en nuestro país, el pensamiento iusracionalista de la época, que consideraba al proceso codificador como la expresión máxima de desarrollo en el campo jurídico y también lo dicho por la prensa chilena de la época.
La prensa en aquella época expresaba y reflejaba esta idea sobre la importancia de la producción y el bienestar material. Medios como El Mensajero sostenían que incluso la historia habría llegado a un punto cúlmine, y textualmente dice:

"Los hombres parecen desprenderse más del carácter metafísico y espiritualista de otros tiempos, poniendo su pensamiento en los bienes materiales cual en la única satisfacción positiva y cierta de la vida."
El Mensajero, editorial de 23 de junio de 1853.

El fragmento anterior expresa esta idea propia del positivismo, antimetafísica, que sostiene que la humanidad se encuentra en un estado muy superior al metafísico y religioso; por lo tanto el hombre ya no busca su realización en la trascendentalidad, sino que en la vida terrenal. En virtud de eso, el deseo de los pueblos naturalmente iba a ser la riqueza y los bienes materiales.
En El Mercurio se insistía en la relación entre comercio y civilización, en cuanto daba a conocer en su línea editorial del 18 de diciembre de 1843: «A lo que consagramos sobre todo una especial atención es al comercio y la industria, porque reconocemos en ambos, más que en los libros y en los periódicos, una influencia civilizadora».
En otros como El Araucano, en su editorial del 10 de enero de 1845, consignaban a la ilustración y al comercio como elementos que servirían de base para cimentar la unión del género humano. A su vez en El Siglo, en la del 9 de abril de 1844, se llegaba al extremo de sostener que el desarrollo del comercio y la industria terminaría por hacer innecesarios a los ejércitos.
Ahora bien, el régimen de Diego Portales, que ya se encuentra menos vacilante respecto de las vicisitudes políticas que en aquel entonces existían, cuenta con un rasgo o componente que la historiografía no ha dudado en consagrarlo como característico, esto es, el rasgo mercantil o comercial. Opiniones tan divergentes entre sí como la de Francisco Antonio Encina y Simon Collier han llegado a la conclusión de que este régimen posee tales rasgos, a saber, la búsqueda de la eficiencia y el desarrollo económico.
Un historiador de mediados del siglo XX, Mario Góngora, sostiene que el nuevo régimen se apoya en una clase de propietarios, con interés en gozar de un sistema que les asegure el orden suficiente para dedicarse a los negocios.
Siguiendo la misma línea del argumento, un antecedente importante para dar impulso a un perfeccionamiento de la legislación comercial fue la exaltación del espíritu de empresa y el de asociación. Esto último, constituía la palanca fundamental para el progreso del país. Por esto mismo, la combinación entre orden político y estatal y desarrollo económico, llevaría al país al desarrollo y a convertirse en una potencia.
Políticos y pensadores demostraban en sus escritos y obras la conclusión anterior. Un ejemplo de ellos es el español Gaspar Melchor de Jovellanos, quien se manifiesta de la siguiente forma acerca del sistema europeo:

"No nos engañemos. La grandeza de las naciones ya no se apoyará, como en otro tiempo, en el esplendor de sus triunfos, en el espíritu marcial de sus hijos, en la extensión de sus límites ni en el crédito de su gloria, de su probidad o de su sabiduría... Todo es ya diferente en el actual sistema de la Europa. El comercio, la industria y la opulencia, que nace de entrambos, son, y probablemente serán por largo tiempo, los únicos apoyos de la preponderancia de un estado."
Jean Sarrailth, La España ilustrada de la segunda mitad del siglo XVIII, México, 1957, p. 544.

En relación con la codificación comercial en Chile, el jurista Andrés Bello publicó en un diario de la época su postura al respecto:

“La España, venciendo una vez su natural apego a instituciones i usos añejos, ha promulgado un nuevo código de comercio, que es casi una copia del francés.  No es presumible que haya mas inconvenientes en Chile, que en la Península para adoptarlo, ni que, pudiendo aprovecharnos de los conocimientos i trabajos de las mas sabias naciones de Europa, desperdiciemos esta inapreciable ventaja, cuando, para sacar partido de ella, no necesitamos mas el quererlo, como sucede en el caso presente. ¿Seremos mas perezosos o mas pusilánimes que los españoles en materias de reforma; o deberemos de mirar con mas respeto que ellos, las Ordenanzas de Bilbao, obra redactada sin filosofía ni método, obra incompleta, obra por tantos títulos inadecuada a las exigencias de la legislación i judicatura mercantil? Los inconvenientes que bajo otros aspectos pueda producir la adopción de leyes i usos no tienen cabida en el comercio, que es cosmopolita en su espíritu, i cuyas necesidades, intereses i operaciones son unos mismos en todas las formas de gobierno. Interesa en alto grado al comercio, que en todos los pueblos que tienen relaciones recíprocas, se asimilen, cuanto es posible, las reglas destinadas a dirimir las controversias entre los comerciantes. La uniformidad de la lei mercatoria sería, no solo un nuevo estímulo para las especulaciones, sino un nuevo lazo de amistad i unión entre los habitantes de los más lejanos climas del globo.”
Andrés Bello, artículo publicado en el diario El Araucano en 1833.

En dicho artículo, Andrés Bello alude directamente a la importancia de establecer una regulación mercantil en el país, en razón de que con un Código de Comercio se obtendría una mayor conexión con los demás sistemas mercantiles, puesto que el espíritu del Derecho mercantil es esencialmente cosmopolita. La opinión de Bello coincidía con la de los demás juristas de la época, quienes preconizaban el ideal codificador para los pueblos más civilizados.

## Elaboración del Código

### Intentos previos
El siglo XIX fue el siglo de las grandes codificaciones en el Derecho moderno, una vez el proceso de constitucionalización dota de estabilidad a nuestro país, fue necesario dotar a Chile de nuevas leyes acordes al sistema republicano, fundamentalmente porque el antiguo sistema estaba en la práctica colapsado. Con respecto a Chile y a la materia comercial, el código vino a complementar el proceso codificador en que se había iniciado en Chile con el Código Civil de Andrés Bello, amén de que en esa época se tenían como referentes los Código de Comercio francés de 1807 y el español de 1829. Ya en 1840 y bajo el gobierno de Manuel Bulnes, se esbozó la necesidad de modernizar el derecho comercial. Dicha necesidad estaba basada esencialmente en la importancia que las clases dirigentes de la sociedad daban a la actividad comercial como motor del desarrollo del país y además para sustituir el derecho que seguía siendo castellano y fundamentalmente las Ordenanzas de Bilbao en esta materia. Por ello, el propio presidente Bulnes encomienda en diciembre de 1846 la formación de una comisión encargada de elaborar un proyecto de Código de Comercio, la que no fue exitosa en su labor, por lo que se debió designar, en julio de 1851, una segunda comisión que tuvo el mismo destino.
La primera de las iniciativas mencionadas anteriormente, desarrollada en 1846, se encargó a una comisión que debía dedicarse a la redacción del proyecto. Esta labor, como se establece dentro del decreto que la autorizaba, fue inspirada en lo realizado «de una manera ventajosa en el nuevo Código de Comercio español […]», pero que en todo caso, se debía intentar adecuar a la realidad propia de nuestro país.
En el artículo 2° del mismo documento se establecía que: "La Comisión podrá llamar a su seno a los comerciantes y jurisconsultos que puedan suministrarles ideas útiles; y deberá presentar al gobierno su proyecto en el término de 6 meses”.
A pesar de lo anterior este proyecto no prosperó. Según Julio Olavarría, el fracaso se habría producido por la ausencia del principal miembro de la comisión y a la oposición que despertó en algunos círculos el intento codificador.
La segunda iniciativa surge dentro del gobierno del mismo presidente Bulnes, en el mes de julio del año 1851. Decretándose la formación de una nueva comisión, cuya principal característica consistió en que fue integrada fundamentalmente por comerciantes. Entre sus miembros se encontraban Manuel Hipólito Riesco, Carlos Lamarca, Jorge Lyon, Alfredo Ward, José Cerveró y Ambrosio Sánchez. Los integrantes de esta comisión tenían como objetivo examinar el nuevo Código de Comercio Español de aquel entonces, indicando luego al gobierno las modificaciones que consideraran oportunas “para hacerle más adaptable a las necesidades del comercio chileno”.
Pese a los descrito anteriormente este proyecto tampoco consiguió alcanzar los resultados esperados y fracasó.

### Proyecto Definitivo
No fue sino hasta el gobierno de Manuel Montt que el proceso codificador logró llevarse a cabo con éxito, a partir de una ley del 14 de septiembre de 1852, que facultó al Presidente de la República para nombrar con remuneración a personas encomendadas a la redacción del Código. En virtud de ella se designó al jurista argentino José Gabriel Ocampo. Así, durante el gobierno del presidente Manuel Montt, se logra materializar la idea de una codificación comercial. Ocampo, quien se había desempeñado con mucha dedicación y capacidad en la comisión revisora del proyecto de Código Civil de Andrés Bello, redactó el proyecto de Código de Comercio en una época en que predominaba un pensamiento en el cual los valores supremos eran la producción de riqueza y el bienestar material y a su vez se estimaba de gran manera la actividad comercial, cabe agregar que pese a todos los pronósticos, Ocampo avanzó en lo relativo a la preparación de un proyecto de ley de Sociedades Anónimas que se promulgó en 1854, el resto del trabajo se extendió hasta el año 1861 en que se entregó a una comisión revisora, la cual fue presidida por el propio Presidente de la República, José Joaquín Pérez, concluyó su tarea en septiembre de 1864.
Aquellos principios imperantes en el contexto de la codificación comercial, estaban ya presentes en el periodo previo a este trabajo, constituyendo una justificación a la creación de esta obra. Ellos se pueden desprender desde los dichos de autores de la época, como también de lo plasmado en la prensa chilena del siglo XIX, pues, constituyen fuentes importantes para el conocimiento de la situación jurídica de la época.

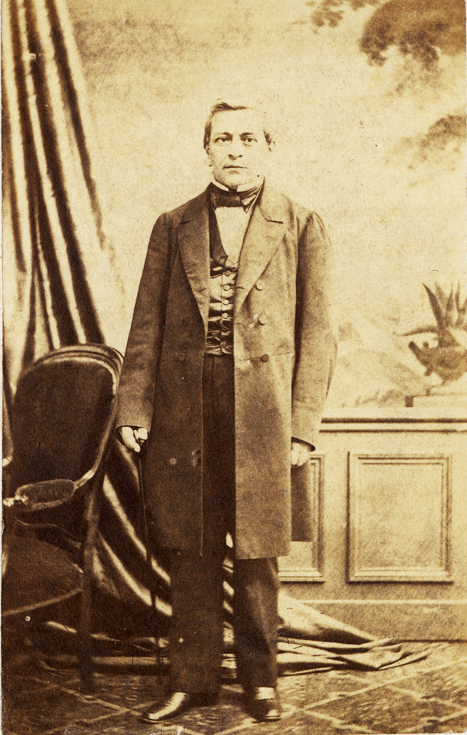
Manuel Montt.

Entre aquellos autores podemos mencionar a Diego Portales, quien establece en su epistolario portaliano, que si algo lo movió a intervenir en la política fue la falta de orden necesario para dedicarse a los negocios. Además de esto, lo dicho por Mario Góngora con respecto a que el elemento sociológico que sería el «principal resorte de la máquina» a que se refiere Portales en alguna de sus cartas, sustenta en que ésta se apoya en una clase de propietarios, con interés en gozar de un sistema que les asegure el orden suficiente para dedicarse a los negocios.
En este mismo sentido, dentro de lo expresado por uno de los más representativos políticos conservadores chilenos de la primera mitad del siglo XIX, Antonio García Reyes, se evidencia que su pensamiento gira en torno a lo económico, característica evidente en las mentalidades ilustradas de ese siglo.
Todo esto lleva a concluir en la obra de José Gabriel Ocampo, que fue destacada por la sociedad de ese entonces, como por su naturaleza sistematizadora de las prácticas mercantiles de la época, o como bien lo explica el profesor Enrique Brahm "más que grandes ideales, o política de principios, los móviles inmediatos son de naturaleza radicalmente práctica y positiva. Se busca organizar la sociedad de tal manera que los negocios puedan desarrollarse de la mejor manera posible y sin interferencias. Asegurando este mínimo, el resto debía venir por añadidura".
En opinión de Enrique Brahm García, la codificación comercial chilena tuvo como objetivo el desarrollo del derecho de sociedades por acciones, en razón del nuevo paradigma industrial que necesitaba como base para su desarrollo la acumulación de grandes riquezas o capitales. Unido a esto, se encuentra bajo este mismo modelo industrial, la creación de inventos, que al acrecentarse paulatinamente requerirían de una regulación jurídica que tendría su expresión en el derecho de patentes.
El desarrollo del mercado, de la libertad económica, hace que el Derecho comercial o mercantil tenga una función de liberalizar el comercio, o, ante éste ya liberalizado, el Derecho debe ayudar al desarrollo y al mantenimiento de éste librecambismo.
Al pasar el Código de Comercio por la tramitación en el Congreso Nacional, al igual como sucedió con el Código Civil de Andrés Bello, éste no fue discutido en cámara, sino que sólo revisado por las comisiones revisoras especialmente designadas para tal efecto. La presidía el presidente de la República José Joaquín Pérez y formaban parte de ella, además del mismo Ocampo, el ministro de Justicia José María Güemes, el economista francés Jean Gustave Courcelle-Seneuil, José Victorino Lastarria entre otros. Lamentablemente las Actas de la comisión se han extraviado por lo que no se puede hacer un estudio detallado de su trabajo. Sólo cabe relacionar el proyecto de Ocampo con el Código que finalmente se aprobó.
Terminados los trabajos de la comisión, el mismo Ocampo recibió el encargo del gobierno para redactar el mensaje con que éste se presentó al Congreso Nacional.

#### Modelos europeos
Constituido por los códigos de dos países europeos:

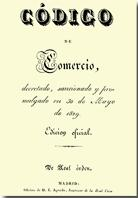
Código de Comercio Español de 1829.

- Código de comercio español de 1829, que parece haber servido de fuente principal y de esqueleto de la legislación chilena. Se encuentra constituido por cinco libros principales: Libro Primero: Comerciantes y Agentes de comercio, Libro Segundo: Contratos de comercio en general, formas y efectos, Libro Tercero: Comercio Marítimo, Libro Cuarto: Quiebras y Libro Quinto: Administración de Justicia en los negocios de comercio.[19]

Los códigos de comercio del siglo XIX tienen una matriz y contenidos fundamentales comunes, es decir que todos ellos, a excepción del francés, no son obras originales sino que se van creando paulatinamente a partir de la comparación e imitación con los códigos anteriores. En el caso del Código de Comercio chileno, esta situación puede explicar su inspiración del Código de Comercio español.
- Code de commerce francés de 1807, muchas de cuyas disposiciones aparecen literalmente traducidas en el Código chileno. Se encuentra constituido por cuatro libros principales: Libro Primero: Comercio en general, Libro Segundo: Derecho marítimo, Libro Tercero: Quiebras y Libro Cuarto: Jurisdicción comercial.[19]

Aun con la influencia clara de estos dos códigos de comercio, no es posible pensar ni llegar a la conclusión de que el Código de Comercio chileno es una copia del contenido de aquellos, por el contrario, en algunas materias da muestras de innovación y de originalidad. Sobre las materias en que se introducen nuevos elementos es imprescindible leer el mensaje que redacta José Gabriel Ocampo al ejecutivo para la aprobación del proyecto; es ahí donde él señala los diferentes cambios que introduce respecto a la antigua legislación española y los demás códigos europeos.
Otras fuentes, pero utilizadas en menor proporción de influencia son el Código de Comercio Portugués de 1833, el Código Holandés de 1838, el würtemburgués, el húngaro y el prusiano.
Para ciertas materias reguladas por el código se han tomado como modelo, además, leyes extranjeras. Para materias doctrinales se basa en autores franceses y españoles, vale decir, aquellos que eran los mejores de su tiempo.
- Legislación comercial indiana: Constituido principalmente por las Ordenanzas de Bilbao de 1737, originadas en la península ibérica, estas generalmente eran llamadas "generales" aunque regían mayoritariamente al comercio del puerto de Bilbao y solo nueve de sus veintinueve capítulos que las componen son aplicables al día a día del tráfico mercantil de esa época. Estos capítulos son: X, XI, XII, XIV, XVII, XVII, XX, XXIII y XXIV, y que versan, correspondientemente, sobre compañías comerciales, contratos, letras de cambios, vales, libranzas de comercio y cartas órdenes, quiebras, fletamentos, seguros, préstamos a la gruesa y obligaciones de los capitanes, maestres o patrones, pilotos, contramaestres y marineros.[19]

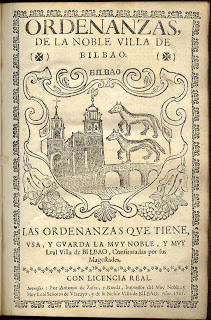
Ordenanzas de Bilbao de 1737.

#### Costumbre mercantil
La costumbre es una fuente fundamental en el derecho mercantil. Esto último se deja entrever en cuanto los actos mercantiles requieren de menos formalidades para su realización, es decir, llevan consigo una idea de flexibilidad para su ejecución. Para Julio Olavarría, consiste en «conjuntos de actos que revelan un sentimiento jurídico que consiste en la certeza de que ellos pueden ser objeto de una sanción legislativa o judicial». Para Ricardo Sandoval, la costumbre es «la repetición constante y uniforme de ciertas conductas realizada con la convicción de que con ella se satisface una necesidad jurídica que debe ser sancionada más tarde por el juez o por la ley. La costumbre mercantil puede ser caracterizada como: Normas de derecho objetivo, creadas por la observancia repetida, uniforme y constante de los comerciantes y sus negocios». Esta costumbre mercantil configura la fuente formal más importante para la evolución del derecho comercial, y obviamente para la configuración del código.
Es en este aspecto que José Gabriel Ocampo se fijó para la redacción del código; el mismo se impregnó por contacto directo y por correspondencia con los comerciantes más destacados de Santiago y Valparaíso. Gracias a esta relación de Ocampo con los comerciantes, ya que, de esta forma, éste pudo empaparse de las prácticas mercantiles de la época, para crear la legislación correspondiente a la realidad chilena de manera idónea.
La costumbre mercantil es una fuente formal utilizada en el Código de Comercio en virtud de las innovaciones que se hicieron al Derecho mercantil como asimismo los usos y prácticas mercantiles que provenían desde España y las propias de Chile, que se establecieron en el código de Ocampo. Asimismo encontramos un tipo de costumbre que dice relación con un factor interpretativo de ésta, y al que se hace mención en el artículo 6 del Código: "Las costumbres mercantiles servirán de regla para determinar el sentido de las palabras o frases técnicas del comercio y para interpretar los actos o convenciones mercantiles".

#### Obras y autores citados por el autor
José Gabriel Ocampo en la redacción del código citó y utilizó diversas obras y autores. He aquí algunos de ellos:
- Avecilla, Pablo. Diccionario de la legislación mercantil de España, 1849.
- Bedarride, J. Commentaire du Code de Commerce.
- Bonnier, Edouard, jurista francés. (1808-1877).
- Delvincourt, Claude-Etienne, jurista francés (1762-1831).
- Pothier, Robert Joseph, jurista francés (1699-1772). Traité du contrat de societ.
- Persil, Eugene, economista francés, muerto en París en 1844.
- Duverger, Jean-Baptiste, jurista francés (1792-1877).
- Tejedor, Carlos, jurista y periodista argentino nacido en Buenos Aires en 1818.
- Horson. Manuel de legislation commerciale et industrielle en France, París, 1839.
- Marti de Eixala, Ramon, jilósofo y jurista español (1808-1857). Instituciones del derecho mercantil de España, Barcelona, 1848.

### Mensaje del Ejecutivo
En relación con el mensaje que es emitido por parte del Ejecutivo al Congreso, se deja entrever la importancia que tiene la sanción de un Código de Comercio para la regulación de materias mercantiles. La razón de la necesidad de un cuerpo jurídico destinado a contener los principios, disposiciones y reglamentos que den marco a los actos de intercambio comercial se visualiza de manera clara en el siguiente fragmento (entre otros) del Mensaje del Ejecutivo, redactado por el comisionado José Gabriel Ocampo, pero que es firmado por Federico Errázuriz.

Durante la época media entre la conquista y la creación del consulado de esta capital, nuestra legislación mercantil se reducía
a las disposiciones dispersas de la Recopilación de Indias, Recopilación Castellana , Partidas y demás cuerpos legales de nuestra
antigua metrópolis; pero las leyes mercantiles, confundidas con las civiles y perdidas en el gran cúmulo que éstas formaban
en esas compilaciones, estaban muy lejos de armonizar con los principios que ha proclamado la República en su gloriosa emancipación
de satisfacer las nuevas y crecientes necesidades de nuestra vida social, y mucho menos de favorecer lo intereses que debíamos promover, para ocupar un puesto honroso entre la naciones civilizadas
Mensaje del Ejecutivo al Congreso sobre el Código de Comercio de Chile

Básicamente, en el desarrollo del mensaje aparte de dar cuenta de la necesidad de un cuerpo legal comercial, se señalan aquellas instituciones y fuentes que fueron utilizadas para informar el derecho comercial anterior al proceso independista. La referencia a éstas se hace para dejar claro que eran propias de una época en la que el país estaba sometido a un régimen que prácticamente dominaba los procesos mercantiles que se producían entre las diferentes zonas del imperio (en especial zonas costeras). Haciendo una breve referencia a éstas fuentes del derecho comercial encontramos la Ordenanza de Bilbao (cédula de 26 de febrero de 1795), la Recopilación Indiana de 1688, las Partidas, entre otras fuentes. En relación con el tema jurídico y su entronque con la legislación mercantil, el redactor del Código explica y sintetiza los diferentes aspectos e innovaciones jurídicas que sirven de base para la posterior comprensión de las materias tratadas concretamente en el contenido del Código, que el mismo redactor señala que han sido hechas para beneficio de los agentes de comercio.

### Promulgación, publicación y entrada en vigencia
El Congreso Nacional promulga el Código de Comercio el 23 de noviembre de 1865 en Santiago. Su entrada en vigencia se puede encontrar en el Artículo Final del Código de Comercio, según expresa lo siguiente: "El presente Código comenzará a regir desde el 1° de enero de 1867, y en esa fecha quedarán derogadas, aun en la parte que no fueren contrarias a él, las leyes preexistentes sobre todas las materias que en él se tratan, en cuanto puedan afectar los asuntos mercantiles".

## Contenido

### Estructura original
El texto original de Código de Comercio constaba de 1533 artículos más el artículo final.

### Estructura actual
En cuanto a la estructura actual del Código de Comercio, tenemos:

#### Título Preliminar
Título Preliminar:
- Disposiciones generales del Código. Contiene seis artículos.

#### Libro I
Libro I De los Comerciantes y de los Agentes del Comercio (Arts. 7 al 95):
- Título I  De la Calificación de los Comerciantes y del Registro de Comercio (Arts. 7 al 21)
- Título II De las Obligaciones de los Comerciantes (Arts. 22 al 47)
- Título III De los Corredores (Arts. 48 al 80)
- Título IV De los Martilleros (Arts. 81 a 95)

#### Libro II
Libro II De los contratos y obligaciones mercantiles en general (Arts. 96 al 822):
- Título I Disposiciones Generales (Arts. 96 al 129)
- Título II De la Compraventa (Arts. 130 al 160)
- Título III De la Permutación (Art. 161)
- Título IV De la Cesión de Créditos Mercantiles (Arts. 162 al 165)
- Título V Del Transporte por Tierra, Lagos, Canales o Ríos Navegables (Arts. 166 al 232)
- Título VI Del mandato comercial(Arts. 233 y 347)
- Título VII De la sociedad (Arts. 348 a 511)
- Título VIII Del seguro en general y de los Seguros terrestres en particular (Arts. 512 a 601)
- Título IX Del contrato de cuenta corriente (Arts. 602 a 619)
- Título X Del contrato de cambio (Arts. 620 a 622)
- Título XII De las Cartas ordenes de crédito (Arts. 782 a 794)
- Título XIII Del préstamo (Arts. 795 a 806)
- Título XIV Del depósito (Arts. 807 a 812)
- Título XV Del contrato de Prenda (Arts. 813 a 919)
- Título XVI De la fianza (Arts. 820 y 821)
- Título XVII De la prescripción (Art. 822)

#### Libro III
Libro III De la navegación y el comercio marítimos (Arts. 823 a 1250):
- Título I Disposiciones Generales (Arts. 823 a 825)
- Título II De las Naves y Artefactos Navales, de la Propiedad Naval (Arts. 826 a 838)
- Título III De los Privilegios y la Hipoteca Naval (Arts. 839 a 881)
- Título IV De los Sujetos en la Navegación y Comercio Marítima (Arts. 882 a 926)
- Título V De los Contratos para la Exploración Comercial de las Naves (Arts. 927 a 1086)
- Título VI De los riesgos de la Navegación (Arts. 1087 a 1157)
- Título VII De los Seguros Marítimos (Arts. 1158 a 1202)
- Título VIII De los Procedimientos en el Comercio Marítimo (Arts. 1203 a 1240)
- Título IX Disposiciones Complementarias (Arts. 1241 a 1245)
- Título X De la Prescripción (Arts. 1246 a 1250)

#### Libro IV
Libro IV De las quiebras:
- Título I Disposiciones Generales (Art. 1 al Art. 6)
- Título III De los síndicos (Art. 14 al Art. 39)
- Título IV De la declaración de quiebra (Art. 39 al Art. 61)
- Título V De la fijación de la fecha de la cesación de quiebra (Art. 61 al Art. 64)
- Título V De los efectos de la declaración de quiebra (Art. 64 al Art. 94)
- Título VI De la incautación e inventario (Art. 94 al Art. 101)
- Título VII De las juntas de acreedores (Art. 101 al Art. 120)
- Título IX De la realización del activo (Art. 120 al Art. 131)
- Título X De la liquidación del pasivo (Art. 131 al Art. 157)
- Título XI Del sobreseimiento en los procedimientos de la quiebra (Art. 157 al Art. 169)
- Título XII De los acuerdos extrajudiciales y de los convenios judiciales (Art. 169 al Art. 218)
- Título XIII De los delitos relacionados con las quiebras (Art. 218 al Art. 235)
- Título XIV De la rehabilitación del fallido (Art. 235 al Art. 241)
- Título XV De la cesión de bienes (Art. 241 al Art. 255)

Este libro fue íntegramente derogado por la promulgación de la Ley 20.720 que Sustituye el régimen concursal vigente por una ley de reorganización y liquidación de empresas y personas, y perfecciona el rol de la Superintendencia del ramo, también conocida usualmente como Ley de Insolvencia y Reemprendimiento, que fijó el nuevo régimen concursal chileno. Estas normas, a diferencia de la Ley 18.175, no fueron incorporadas al Libro IV.

#### Artículos transitorios
- Referidos a prescripciones de observancia pasajera del Código. Contiene siete artículos.

#### Título Final
- Título Final De la Observancia de este Código:
- Artículo final

## Reformas al Código

### Año 1866
Fijación del Reglamento para el Registro del Comercio, en virtud del artículo 21 del Código de Comercio del 1 de agosto de 1866.

### Año 1977
- Decreto Ley N° 1953[26] del 15 de octubre de 1977 sobre normas presupuestarias y administración financiera.

### Año 1981
- Ley N° 18.010[27] del 27 de junio de 1981 que establece normas para las operaciones de crédito y otras operaciones de dinero.

### Año 1982
- Ley N° 18.092[28] de 14 de enero de 1982 Dicta nuevas normas sobre letra de cambio y pagaré y deroga disposiciones del Código de Comercio.

- Ley N° 18.118[29] del 22 de mayo de 1982 sobre Martilleros, que deroga al Título IV del Libro II del Código de Comercio.

- Ley N° 18.175[30] del 28 de octubre de 1982 Modifica la Ley de Quiebras y fija su nuevo texto.

### Año 1988
- Ley N° 18.680[31] del 11 de enero de 1988 que sustituye libro III, del "Comercio Marítimo", del Código de Comercio, modifica el Decreto Ley N° 2.222 de 1978, los Código de Comercio y de Procedimiento Civil y deroga la ley N° 3.500.

### Año 1997
- Ley N° 19.499[32] del 11 de abril de 1997 Establece normas sobre saneamiento de vicios de nulidad de sociedades y modifica Código de Comercio y otros cuerpos legales.

### Año 1998
- Ley N° 19.559[33] del que restablece feriado bancario.[34]

### Año 2001
- Ley N°19.755[35] del 27 de septiembre de 2001 que modifica el código de comercio en lo relativo a dar mérito ejecutivo a la carta de porte en que conste el recibo de la mercadería.

### Año 2005
- Ley N° 20.004[36] del 4 de marzo de 2005 Modifica la Ley de Quiebras.

### Año 2007
- Ley N° 20.190[37] del 5 de junio de 2007 que introduce adecuaciones tributarias e institucionales para el fomento de la industria de capital de riesgo y continua el proceso de modernización del mercado de capitales.

- Ley N° 20.080[38] del 24 de noviembre de 2005 Aclara sentido de la Ley Nº 18.175, de Quiebras.[nota 3]

### Año 2009
- Ley N° 20.382[39] del 20 de octubre de 2009 que introduce perfeccionamientos a la normativa que regula los gobiernos corporativos de las empresas.

### Año 2010
- Ley N° 20.416[40] del 3 de febrero de 2010 que fija normas especiales para las empresas de menor tamaño.

### Año 2013
- Ley N° 20.667[41] del 9 de mayo de 2013 que sustituye el Título VIII del Libro II y otras normas legales relacionadas con el contrato de seguro.

### Año 2014
- Ley N° 20.720[42] del 9 de enero de 2014 que sustituye el régimen concursal vigente por una Ley de Reorganización y Liquidación de Empresas y Personas, y perfecciona el rol de la Superintendencia del ramo.